# 22 Jump Street
22 Jump Street is een Amerikaanse komedie uit 2014 geregisseerd door Phil Lord en Christopher Miller en geproduceerd door Jonah Hill en Channing Tatum die ook de hoofdrollen op zich namen. De film is geschreven door Michael Bacall, Oren Uziel, en Rodney Rothman. Het is het vervolg op 21 Jump Street uit 2012, gebaseerd op de gelijknamige televisieserie. De film werd uitgebracht op 13 juni 2014 door Columbia Pictures en Metro-Goldwyn-Mayer. De film kreeg voornamelijk positieve reacties en bracht 326 miljoen dollar op aan de kassa. Op 10 september 2014 werd bevestigd dat er een derde film in ontwikkeling was.

## Plot
Na hun succes in het 21 Jump Street-project zijn Schmidt (Jonah Hill) en Jenko (Channing Tatum) weer terug op straat op drugsjacht. Na een mislukte opdracht worden ze teruggeplaatst in het project om voor Captain Dickson (Ice Cube) te werken. Het hoofdkwartier is verplaatst naar de andere kant van de straat, op 22 Jump Street. Schmidt en Jenko krijgen de opdracht om undercover te gaan als studenten om de leverancier van een drug genaamd "WHYPHY" te vinden. De leverancier is een kamergenoot van Schmidt.